# Варыпаевка
Варыпа́евка — деревня в Аткарском районе Саратовской области России. Входит в состав Ершовского муниципального образования.
Деревня расположена в 25 км к востоку от райцентра Аткарск на реке Большой Колышлей у впадения небольшого притока Крюковки, высота над уровнем моря 206 м.
В деревне действует почта, есть сельский клуб. В прежние годы в деревне насчитывалось около 200 жилых домов.
| 2010 |
| ---- |
| 52   |

## Археологические раскопки
В 2003 году в районе деревни было обнаружено городище XVII—XVI веков до нашей эры. В результате раскопок 20 курганов были обнаружены останки людей и керамические изделия. Предположительно, похороненные здесь люди были предками современных иранцев.